# 요나
요나(히브리어: יוֹנָה Yōnā, lit. '비둘기'))는 구약성경에 따르면 기원전 8세기경 북이스라엘 왕국의 갓 헤벨 출신 유대인 예언자이다. 소예언서 중 하나인 요나서의 중심 인물로, 신아시리아 제국의 니네베(현재의 모술 근처)에 야훼의 심판을 전달하기를 꺼려하는 그의 이야기가 기록되어 있다. 큰 바다 생물(히브리어: דג גדול dāḡ gāḏol)에게 삼켜졌다가 풀려난 후, 본인의 소명으로 돌아간다.
유대교에서 요나는 유대교의 회개 교훈, 즉 유대교의 신에게 용서를 구하고 회개할 수 있는 능력을 상징한다. 기독교의 신약성경에서 예수는 자신을 "요나보다 더 큰 자"라고 부르며, 바리새파에게 예수의 부활을 언급할 때 "요나의 표적"을 약속한다. 초기 기독교 해석가들은 요나를 예수의 예표로 보았다. 이슬람교 속 요나는 이슬람의 예언자로 여겨지며, 요나 이야기는 그의 이름을 딴 유누스 수라에서 나타난다.
많은 현대 성서학자들은 요나서가 역사적 허구이며, 최소한 부분적으로는 풍자적이라고 주장한다. 대부분의 학자들은 요나서가 아람어 원전에만 있는 단어와 모티프를 사용하기 때문에 묘사된 사건들보다 훨씬 나중에 쓰여졌다고 본다. 아밋대의 아들 요나라는 인물은 열왕기에 언급된 대로 아마지야 왕의 통치 기간에 예언했던 동명의 역사적 예언자를 바탕으로 했을 수 있다.
요나를 삼킨 생물은 예술과 문화에서 고래로 묘사되곤 하지만, 히브리어 본문은 "큰 물고기"라는 표현을 사용한다. 17세기와 18세기 초에는 요나를 삼킨 물고기의 종에 대한 자연주의자들의 논쟁이 있었다. 반면에 현대 민속학자들은 요나와 인도의 요기 마첸드라나트("물고기의 주"), 수메르 왕 길가메시, 그리스 영웅 이아손과 같은 다른 전설적인 종교 인물들 사이의 유사점을 지적한다.

## 요나서

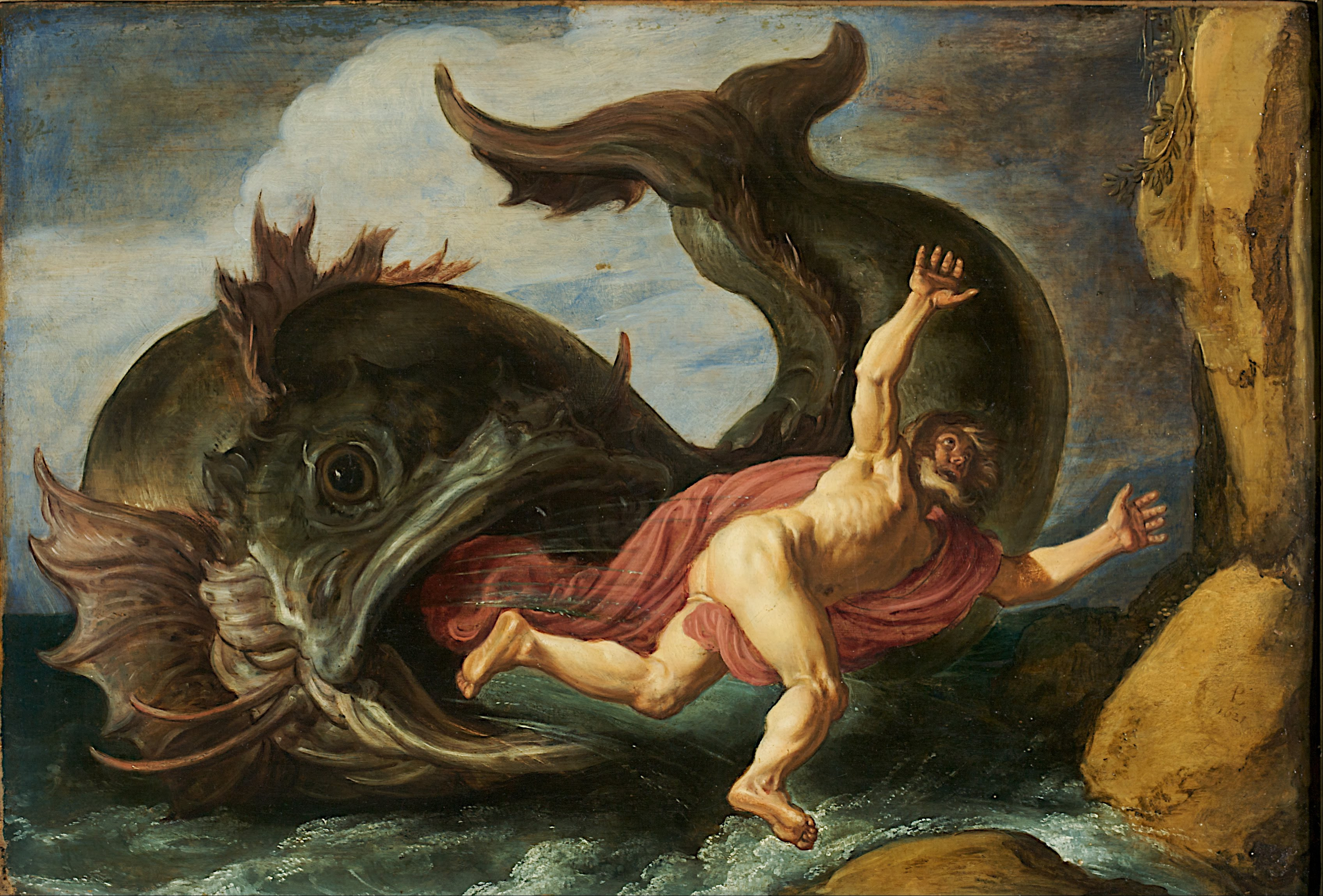
요나와 고래 (1621) 피터 라스트만

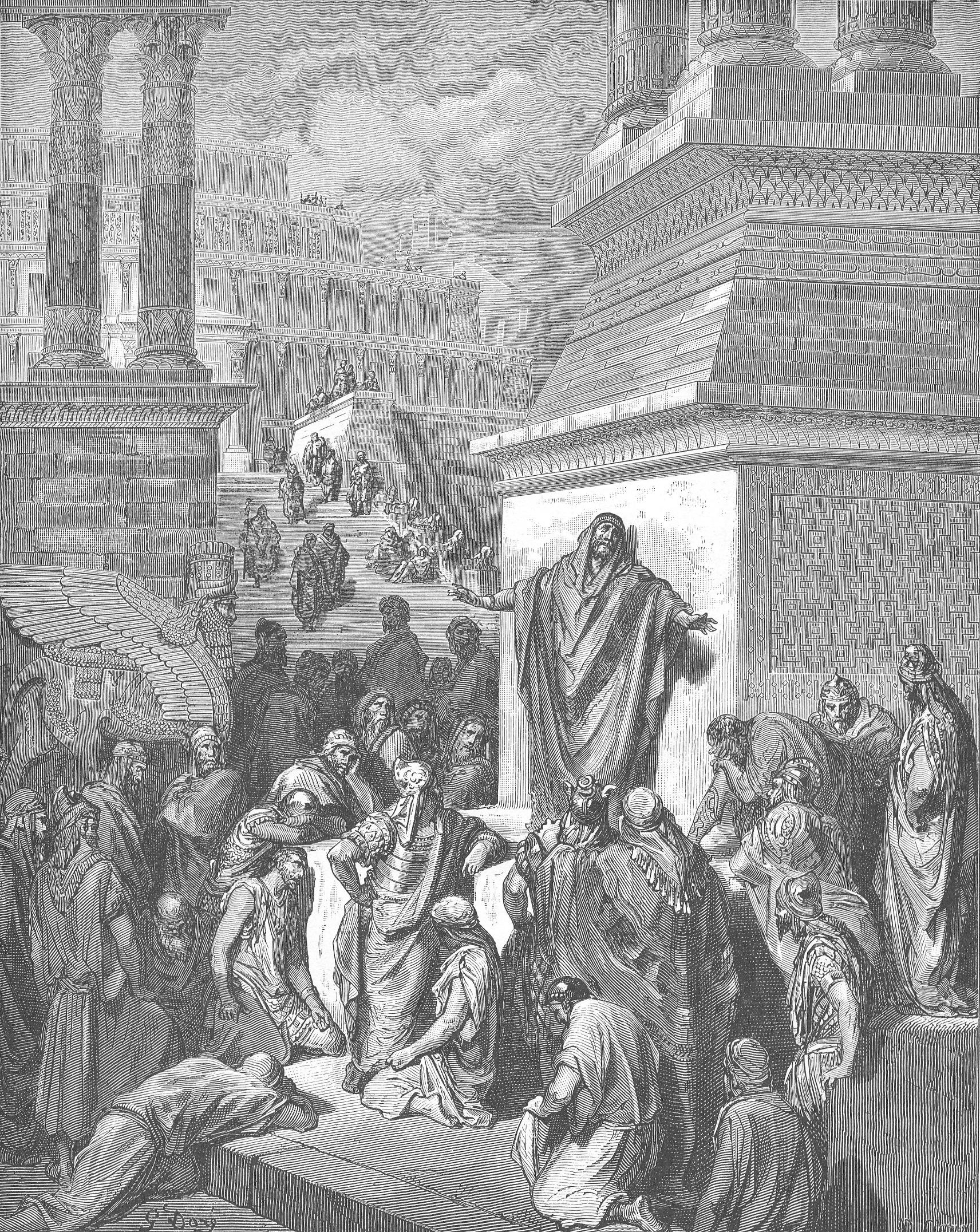
니네베 사람들에게 설교하는 요나 (1866) 귀스타브 도레, 라 그랑드 비블 드 투르

요나는 요나서의 중심 인물로, 야훼가 그에게 "그들의 큰 악이 내 앞에 이르렀다"며 니네베 도시에 가서 예언하라고 명한다. 그러나 요나는 대신 야파로 가서 "여호와의 얼굴에서" 도망치려 한다. 그는 다시스를 향해 항해한다. 거대한 폭풍이 일고, 선원들은 이것이 보통 폭풍이 아님을 깨닫고 제비를 뽑아 요나가 문제의 원인임을 알게 된다. 요나는 이를 인정하며 자신이 바다에 던져지면 폭풍이 그칠 것이라고 말한다. 선원들은 이를 거부하고 계속 노를 젓지만, 모든 노력이 실패로 돌아가 결국 요나를 바다에 던진다. 그 결과 폭풍이 잠잠해지고 선원들은 하나님께 제사를 드린다.
배에서 던져진 후, 요나는 큰 물고기에게 삼켜져 그 뱃속에서 삼 일 밤낮을 머문다. 큰 물고기 안에 있는 동안 요나는 고난 속에서 야훼에게 기도하며 감사와 서원한 것을 지불하겠다고 약속한다. 야훼는 물고기에게 요나를 뱉어내라고 명령한다.
야훼는 다시 요나에게 니네베로 가서 그 주민들에게 예언하라고 명한다. 이번에는 그가 그곳으로 가서 도시로 들어가 외친다. "사십 일이 지나면 니네베가 무너진다." 요나가 니네베를 가로질러 걸어가자, 사람들은 그의 말을 믿기 시작하고 금식을 선포한다. 니네베 왕은 굵은 베옷을 입고 재에 앉아 금식, 굵은 베옷 입기, 기도, 회개를 명령하는 선포를 한다. 하나님은 그들의 회개하는 마음을 보시고 그때 그 도시를 살려준다. 온 도시는 겸손해지고 무너지며, 사람들과 심지어 가축들까지 굵은 베옷과 재를 뒤집어쓴다.
이것에 불만을 품은 요나는 야훼가 자비로우시기 때문에 위협된 재앙에서 돌아서는 것이 필연적이었다고 주장하며 다시스로 도망쳤던 일을 언급한다. 그는 도시를 떠나 피난처를 만들고 도시가 파괴될지 아닐지 지켜본다. 하나님은 요나의 피난처 위에 식물을 자라게 하여 그에게 햇빛을 가려준다. 나중에 야훼는 벌레를 시켜 그 식물의 뿌리를 갉아먹게 하고 그것은 시든다. 요나는 햇빛을 그대로 받게 되어 기진맥진하고 하나님께 자신을 죽여달라고 간청한다.
그러나 하나님이 요나에게 이르시되 "네가 이 넝쿨로 말미암아 성내는 것이 옳으냐?" 그가 이르되 "옳으니이다. 죽기까지 성내나이다."
그러나 여호와께서 이르시되 "네가 수고하지 아니하였고 재배하지도 아니하였으며 밤에 났다가 밤에 망한 이 넝쿨을 네가 아꼈거든,
하물며 이 큰 성읍 니네베에는 좌우를 분변하지 못하는 자가 십이만 명도 더 되고 가축도 많이 있나니 내가 어찌 아끼지 아니하겠느냐?"— 요나서 4:9–11 (NIV)

## 종교적 견해

### 유대교에서

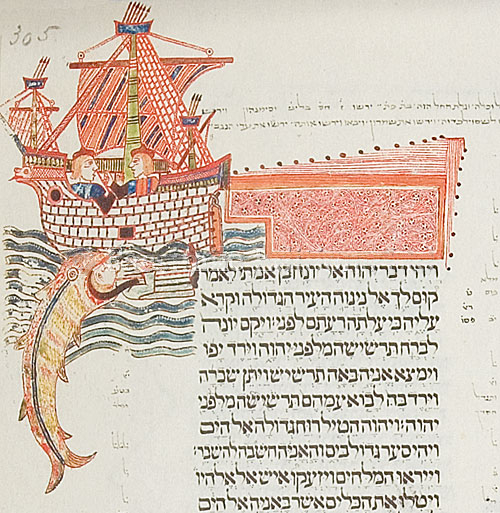
옥스퍼드 보들리 도서관 소장 케니콧 성경 305r 면에서 물고기에게 삼켜지는 요나 삽화 (1476)

요나서는 히브리어 성경에 포함된 소예언서 중 하나이다. 한 전승에 따르면, 요나는 열왕기상에 나오는 엘리야 예언자가 살려낸 소년이었다. 또 다른 전승에 따르면, 그는 열왕기하에서 엘리사가 살려낸 수넴 여인의 아들이었으며, 열왕기상에서 그의 어머니가 엘리야의 정체를 예언자로 인정했기 때문에 "아밋대의 아들"(진실)로 불린다고 한다. 요나서는 매년 욤 키푸르(속죄의 날)에 오후 민하 기도 시간에 히브리어 원문으로 전문이 낭독된다. 랍비 엘리에셀에 따르면, 요나를 삼킨 물고기는 태초에 창조되었으며 그 입안은 시나고그와 같았다고 한다. 물고기의 눈은 창문 같았고 입안의 진주가 빛을 비췄다.
미드라시에 따르면, 요나가 물고기 안에 있는 동안 물고기는 그에게 곧 레비아탄이 그들 둘 다를 먹을 것이므로 자신의 생명이 거의 다했다고 말했다. 요나는 물고기에게 그들을 구원하겠다고 약속했다. 요나의 지시에 따라 물고기는 레비아탄 옆으로 헤엄쳤고 요나는 레비아탄을 혀로 묶어 다른 물고기들이 먹게 하겠다고 위협했다. 레비아탄은 요나의 위협을 듣고 그가 할례를 받았음을 보았으며, 그가 주의 보호를 받고 있음을 깨달았다. 그래서 그것은 공포에 질려 도망쳤고, 요나와 물고기는 살아남았다.
중세 유대 학자이자 랍비인 아브라함 이븐 에즈라(1092–1167)는 요나서에 대한 어떤 문자적 해석에도 반대하며, "모세를 제외한 모든 예언자들의 경험은 실제가 아닌 환상이었다"고 주장했다. 그러나 후대 학자인 이사악 아바르바넬(1437–1509)은 요나가 물고기 뱃속에서 사흘 동안 쉽게 살아남을 수 있었을 것이라고 주장했는데, "결국 태아도 신선한 공기 없이 아홉 달을 살지 않는가"라고 말했다.
테슈바, 즉 회개하고 하나님께 용서받을 수 있는 능력은 유대교에서 중요한 개념이다. 이 개념은 요나서에서 발전된다. 진리(아밋대)의 아들 요나는 니네베 백성에게 회개하라고 요청하기를 거부한다. 그는 오직 진리만을 추구하고 용서는 구하지 않는다. 강제로 가게 되었을 때, 그의 부르짖음은 크고 명확하게 들렸고, 니네베 사람들은 황홀하게 회개하며 "양들을 포함하여 금식"하는데, 유대 경전은 이에 대해 비판적이다. 요나서는 또한 두 가지 종교적 필요성인 위안과 진실 사이의 때때로 불안정한 관계를 강조한다.
12세기 유대 랍비이자 탐험가인 레겐스부르크의 페타키아는 성지를 방문하는 동안 요나의 무덤을 방문하여 다음과 같이 썼다: "그 위에 아름다운 궁전이 지어져 있다. 그 근처에는 온갖 과일이 있는 정원이 있다. 정원 지기는 이방인이다. 그럼에도 불구하고 이방인들이 그곳에 오면 과일을 주지 않지만, 유대인들이 오면 친절하게 맞이하며 말한다: '아밋대의 아들 요나는 유대인이었으니, 그의 것을 맛볼 자격이 있다.' 그리고 나서 유대인들에게 그 과일을 준다." 페타키아는 무덤의 정확한 위치에 대한 세부 사항을 제공하지 않았다.
토비트서에서
요나는 제2경전인 토비트의 바티칸 사본의 14장에서 두 번 언급되는데, 그 결론은 토비트의 아들 토비아가 느부갓네살과 아하수에로에 의한 니네베 파괴 소식을 기뻐하는 것으로 끝나며, 이는 아시리아 수도에 대한 요나의 예언이 명백히 성취된 것으로 보인다. 더 길고 사해 문서와 더 밀접하게 일치하는 코덱스 시나이티쿠스 사본에서는 요나 대신 나훔을, 그리고 느부갓네살과 아하수에로 대신 키악사레스를 언급한다. 이 더 신뢰할 수 있는 이야기 버전은 대부분의 현대 번역의 기반이 된다.

### 기독교에서

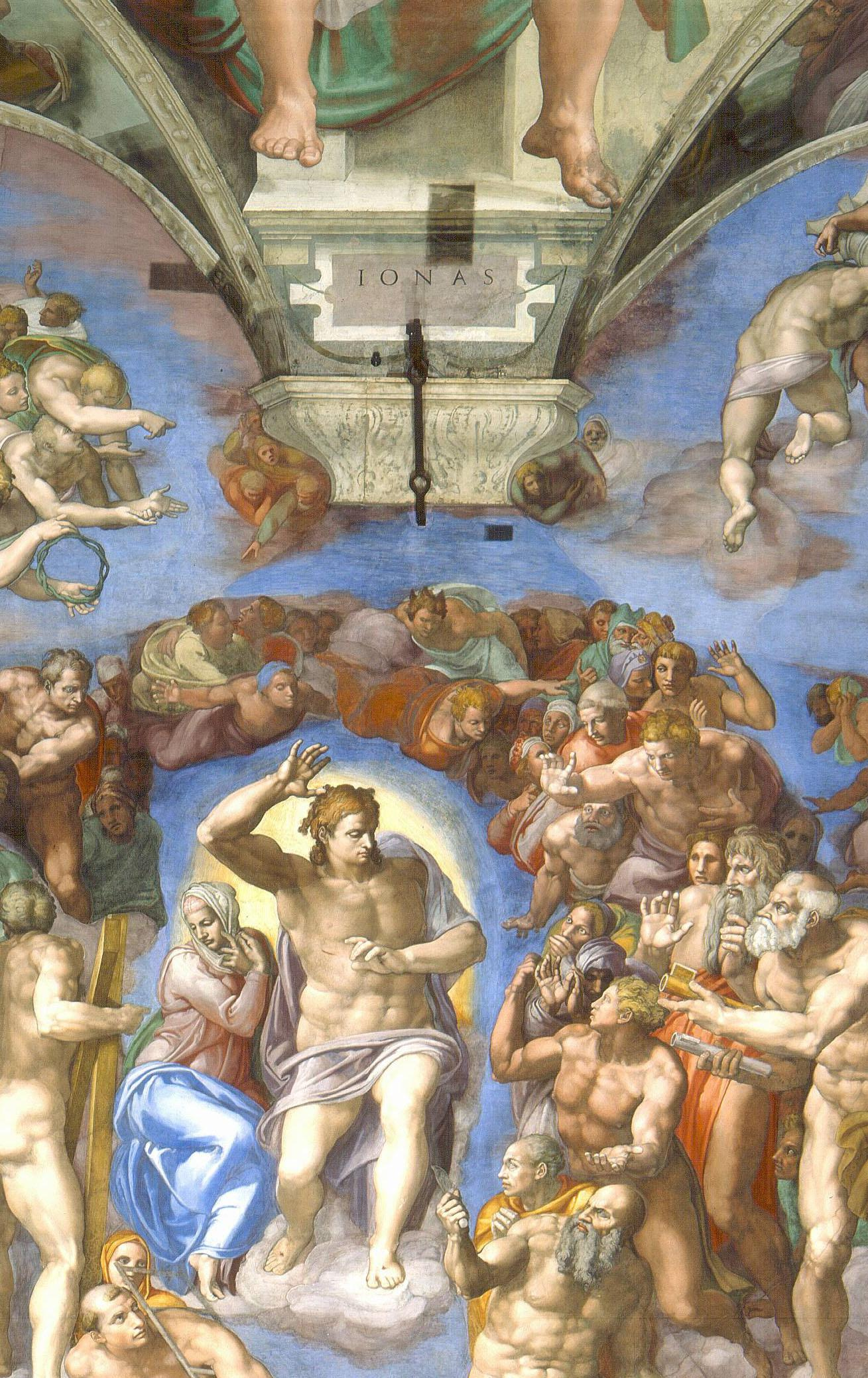
최후의 심판 프레스코화에서 미켈란젤로는 요나(IONAS) 아래에 그리스도를 묘사하여 예언자가 그의 선구자임을 나타낸다.

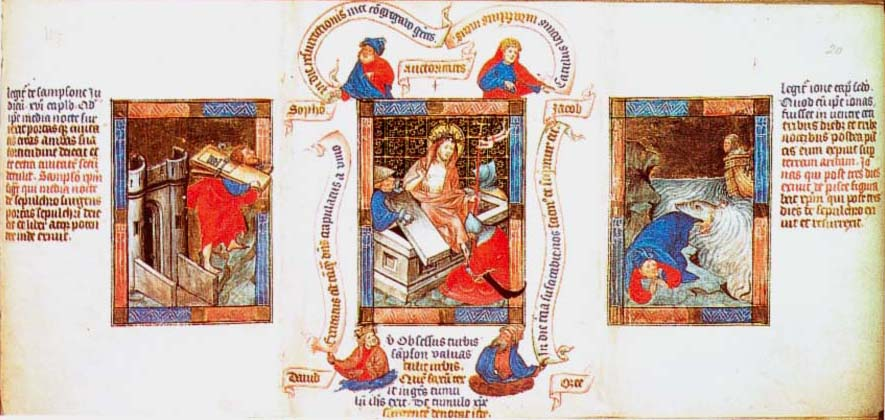
그리스도가 무덤에서 일어나고, 요나는 해변으로 뱉어져 나온다.

#### 신약성경에서
신약성경에서 요나는 마태오의 복음서와 루가의 복음서에 언급되어 있다. 마태오복음에서 예수는 일부 필경사와 바리새파가 표적을 구할 때 요나를 언급한다. 예수님은 표적이 요나의 표적이 될 것이라고 말씀하신다. 요나가 큰 물고기 뱃속에서 삼 일 밤낮을 지내다 회복된 것은 예수의 부활을 예고한다.
39그가 대답하여 이르시되 "악하고 음란한 세대가 표적을 구하나 선지자 요나의 표적 밖에는 보일 표적이 없느니라. 40요나가 밤낮 사흘 동안 큰 물고기 뱃속에 있었던 것 같이 인자도 밤낮 사흘 동안 땅속에 있으리라. 41심판 때에 니네베 사람들이 이 세대 사람을 정죄하리니, 이는 그들이 요나의 전도를 듣고 회개하였음이거니와 요나보다 더 큰 이가 여기 있느니라."— 마태오복음 12:39–41 (새 국제판 성경)

누가복음에서 예수는 군중 속의 한 여인이 갑자기 "당신을 낳은 태와 당신이 빤 젖이 복되도다" (루가 11:27)라고 외치자 종말론적 예언에서 요나를 언급한다.
{{Blockquote|29사람들이 두껍게 모여들었을 때, 그는 말하기 시작했다. "이 세대는 악한 세대이다. 그들은 표적을 구하나, 선지자 요나의 표적 밖에는 어떤 표적도 주어지지 않을 것이다. 30요나가 니네베 사람들에게 표적이 된 것 같이, 인자도 이 세대에게 그러할 것이다. 31남방 여왕이 심판 때에 이 세대 사람들과 함께 일어나 이 세대를 정죄할 것이다. 이는 그가 솔로몬의 지혜를 들으러 땅끝에서 왔음이거니와, 보라, 솔로몬보다 더 큰 이가 여기 있다. 32니네베 사람들이 심판 때에 이 세대 사람들과 함께 일어나 이 세대를 정죄할 것이다. 이는 그들이 요나의 전도를 듣고 회개하였음이거니와, 보라, 요나보다 더 큰 이가 여기 있다. 33아무도 등불을 켜서 숨겨진 곳이나 말 아래에 두지 않고, 등경 위에 두어 들어오는 자들이 빛을 보게 한다. 34몸의 등불은 눈이다. 그러므로 네 눈이 순전하면 네 온 몸도 빛으로 가득할 것이요, 네 눈이 악하면 네 몸도 어둠으로 가득할 것이다. 35그러므로 네 안에 있는 빛이 어둠이 되지 않도록 조심하라. 36그러므로 네 온 몸이 빛으로 가득하고, 어두운 부분이 없으면, 마치 등불이 너에게 빛을 비추어주듯이 온전히 빛으로 가득할 것이다."
요나는 여러 기독교 교파에서 성인으로 여겨진다. 로마 가톨릭교회에서의 축일은 로마 순교록에 따라 9월 21일이다. 동방 정교회 전례력에서는 요나의 축일이 9월 22일이다 (전통적인 율리우스력을 따르는 교회들의 경우; 현대 그레고리력으로는 9월 22일이 현재 10월에 해당한다). 아르메니아 사도교회에서는 요나를 단일 예언자로서, 그리고 열두 소예언자 중 한 명으로서 기념하는 이동 축일이 있다. 니네베 사람들에 대한 요나의 사명은 시리아 및 오리엔탈 정교회에서 니네베 단식으로 기념된다. 요나는 9월 22일 루터교 미주리 시노드의 성인 달력에 예언자로 기념된다.
기독교 신학자들은 전통적으로 요나를 예수 그리스도의 유형으로 해석해 왔다. 요나가 거대한 물고기에게 삼켜진 것은 예수님의 십자가형의 전조로 여겨졌고, 요나가 사흘 만에 물고기에게서 나온 것은 예수님이 사흘 만에 무덤에서 나오신 것과 같은 것으로 보였다. 히에로니무스는 요나를 예수님의 더 민족주의적인 면과 동일시하며, "요나는 니네베 사람들을 미워해서가 아니라 자신의 백성을 파괴하고 싶지 않아서 애국자로서 행동했다"고 주장하며 요나의 행동을 정당화한다.

#### 성경 이후의 견해
아우구스티누스와 마르틴 루터를 포함한 다른 기독교 해석가들은 직접적으로 반대되는 접근 방식을 취하며, 요나를 시기심과 질투의 전형으로 보았는데, 이를 그들은 유대 민족의 고유한 특성으로 여겼다. 루터 또한 키카욘(식물)이 유대교를 상징하며, 그것을 먹는 벌레는 그리스도를 상징한다고 결론 내렸다. 루터는 또한 요나서가 문자적인 역사적 기록으로 의도된 적이 없다는 생각에 의문을 제기하며, 만약 성경에 포함되지 않았다면 누구도 그것을 그렇게 해석하지 않았을 것이라고 언급했다. 요나에 대한 루터의 반유대주의적 해석은 초기 근대 역사 내내 독일 개신교도들 사이에서 지배적인 해석으로 남았다. J. D. 미카엘리스는 "우화의 의미는 바로 눈앞에 있다"고 언급하며, 요나서가 "이스라엘 백성이 땅의 다른 모든 민족들에 대해 가지는 증오와 질투"에 대한 논쟁이라고 결론 내린다. 알버트 아이크혼은 미카엘리스의 해석을 강력히 지지했다.
장 칼뱅과 존 후퍼는 요나서를 하나님의 진노로부터 도망치려는 모든 사람들에게 경고로 여겼다. 루터는 요나서가 요나에 의해 쓰여지지 않았다고 조심스럽게 주장했지만, 칼뱅은 요나서가 요나 자신의 개인적인 죄 고백이라고 선언했다. 칼뱅은 물고기 뱃속에서의 요나의 시간을 지옥불과 동등하게 보았으며, 요나를 바로잡고 의의 길로 인도하기 위한 것이라고 보았다. 또한 루터와 달리 칼뱅은 이야기 속 모든 인물들에게서 잘못을 찾아내며, 배의 선원들을 "키클롭스처럼 단단하고 쇠심장이며", 니네베 사람들의 회개를 "훈련되지 않은", 그리고 니네베 왕을 "초심자"라고 묘사한다. 반면에 후퍼는 요나를 전형적인 반체제 인물로 보았으며, 그가 던져진 배는 국가의 상징으로 보았다. 후퍼는 그러한 반체제 인사들을 한탄하며, "그렇게 많은 요나들과 조용히 살 수 있겠는가? 아니, 그렇다면 그들을 바다에 던져버려라!"라고 비난한다. 18세기에는 독일 교수들이 요나서를 문자적이고 역사적인 기록 외에 다른 것으로 가르치는 것이 금지되었다.

### 이슬람교에서

#### 란
유누스(아랍어: يُونُس Yūnus[*])는 쿠란의 제10장의 제목이다. 유누스는 전통적으로 이슬람교에서 예언자로서 하나님께 신실하고 그분의 메시지를 전달한 매우 중요한 인물로 여겨진다. 쿠란 21:87과 68:48에서 요나는 두눈(Dhul-Nūn; 아랍어: ذُو ٱلنُّوْن; "물고기의 사람"을 의미)이라 불린다. 4:163과 6:86에서는 "알라의 사도"로 언급된다. 수라 37:139–148은 요나의 전체 이야기를 다시 들려준다.
진실로 요나는 (우리의) 사도들 중 한 명이었다.
그가 짐을 실은 배로 달아났을 때를 (언급하라).
그때 (가라앉는 것을 막기 위해) 그는 (다른 승객들과) 제비를 뽑았다. 그는 지고 바다에 던져졌다.
그때 고래가 그를 삼켰으니, 그는 비난받을 만한 자였다.
그가 (회개하고) 알라를 찬양하지 않았더라면,
그는 분명히 부활의 날까지 물고기 안에 머물렀을 것이다.
그러나 우리는 그를 (완전히) 지친 상태로 (육지)로 내던졌고,
그 위에 호박 넝쿨을 자라게 했다.
우리는 (나중에) 그를 최소한 십만 명의 백성이 있는 (그의 도시)로 (다시) 보냈고,
그들은 믿었으므로 우리는 그들에게 잠시 동안 즐거움을 허락했다.— 앗사파트 수라 37:139

쿠란은 요나의 아버지를 전혀 언급하지 않지만, 무슬림 전통에서는 요나가 베냐민 지파 출신이며 그의 아버지는 아밋대라고 가르친다.

#### 하디스
요나는 무함마드의 생애 동안 몇몇 사건에서도 언급된다. 쿠라이시족은 자신들의 종 앗다스를 보내 그에게 먹을 포도를 제공했다. 무함마드는 앗다스에게 어디 출신이냐고 물었고, 종은 니네베라고 답했다. "정의로운 요나, 아밋대의 아들 고향이구나!" 무함마드가 외쳤다. 앗다스는 이방 아랍인들이 예언자 요나에 대해 전혀 알지 못한다는 것을 알았기 때문에 충격을 받았다. 그는 이어서 무함마드가 어떻게 이 사람을 아느냐고 물었다. "우리는 형제다"라고 무함마드가 대답했다. "요나는 하나님의 예언자였고, 나도 하나님의 예언자다." 앗다스는 즉시 이슬람을 받아들이고 무함마드의 손과 발에 입을 맞췄다.
이맘 부카리의 하디스 모음에 속한 무함마드의 말 중 하나는 무함마드가 "나는 요나보다 낫다고 말해서는 안 된다"고 말했다고 전한다. 무함마드의 선배 동시대인 우마야 이븐 아비 알살트는 요나가 알라에게 기도하지 않았더라면 심판의 날까지 물고기 안에 갇혀 있었을 것이라고 가르쳤지만, 기도 덕분에 요나는 "물고기 뱃속에 며칠만 머물렀다".
9세기 페르시아 역사학자 무함마드 이븐 자리르 알타바리는 요나가 물고기 안에 있는 동안 "뼈나 사지 중 어느 것도 다치지 않았다"고 기록한다. 알타바리는 또한 알라가 물고기의 몸을 투명하게 만들어 요나가 "깊은 곳의 경이로움"을 볼 수 있게 했으며 요나가 모든 물고기가 알라를 찬양하는 소리를 들었다고 쓴다. 10세기 시인 키사이 마르바지는 요나의 아버지가 요나를 낳았을 때 70세였으며 곧 사망하여 요나의 어머니에게 코르누코피아로 판명된 나무 숟가락 하나만 남겼다고 기록한다.

#### 주장된 무덤들
니네베의 현재 위치는 다섯 개의 문, 네 면의 성벽 일부, 그리고 두 개의 큰 언덕, 즉 쿠윤지크 언덕과 나비 유누스 언덕의 발굴로 표시되어 있다. 나비 유누스 언덕 위의 모스크는 예언자 요나에게 헌정되었으며, 무슬림과 기독교인 모두가 요나의 무덤 자리로 존경하는 성지를 포함하고 있었다. 그 무덤은 인기 있는 순례지였으며 중동 전역의 유대인, 기독교인, 무슬림에게는 화합의 상징이었다. 2014년 7월 24일, 이슬람 국가 (ISIL)는 우상숭배적이라고 여겨지는 종교 성지들을 파괴하는 캠페인의 일환으로 무덤을 포함한 모스크를 파괴했다. 2017년 1월 모술이 ISIL로부터 탈환된 후, 무너진 모스크 아래에서 기원전 7세기 전반경 에사르하돈이 지은 고대 아시리아 궁전이 발견되었다. ISIL은 암시장에 팔기 위해 궁전의 물품들을 약탈했지만, 운반하기 어려웠던 일부 유물들은 여전히 제자리에 남아 있었다.
요나의 무덤으로 알려진 다른 장소들은 다음과 같다.
- 이스라엘의 고대 갓 헤벨 유적지에 위치한 아랍 마을 마쉬하드;[54]
- 요르단강 서안 지구의 팔레스타인 마을 할훌에 있는 나비 유니스 모스크는 헤브론에서 북쪽으로 5 km (3.1 mi) 떨어진 곳에 위치하며, 요나의 무덤 위에 지어졌다고 전해진다.[95][96]
- 레바논의 사라판드 (사렙타) 시 근처의 성역;[97]
- 현재 기밧 요나("요나의 언덕")라고 불리는 언덕은 이스라엘 도시 아슈도드의 북쪽 끝에 위치하며, 현대적인 등대가 있는 곳이다.
- 터키 디야르바키르 시의 "요나의 무덤"은 파티흐 파샤 모스크의 미흐라브 뒤에 위치한다.[98][99] – 에블리야 첼레비는 그의 세야하트나메에서 도시에서 예언자 요나와 성 게오르기우스의 무덤을 방문했다고 언급한다.[100][101]

## 학문적 해석
남자가 고래나 거대한 물고기에게 삼켜진 후 살아남는 이야기는 아르네-톰슨 민담 유형 목록에서 ATU 1889G로 분류된다.

### 역사성
많은 성서학자들은 요나서의 내용이 비역사적이라고 본다. 예언자 요나가 기원전 8세기에 살았다고 알려져 있지만, 요나서는 수세기 후 아케메네스 제국 시대에 기록되었다. 요나서에 사용된 성서 히브리어는 아람어의 강한 영향을 보여주며, 묘사된 문화적 관행은 아케메네스 페르시아의 그것과 일치한다. 일부 학자들은 요나서를 의도적인 패러디 또는 풍자 작품으로 간주한다. 만약 그렇다면, 그것은 아마도 히브리어 성경의 정경에 그 풍자적 성격을 오해하고 진지한 예언 작품으로 잘못 해석한 현자들에 의해 포함되었을 것이다.
요나 자신은 역사적 예언자였을 수 있다. 그는 열왕기하에 간략하게 언급되어 있다.
그가 하마 어귀부터 아라바 바다까지 이스라엘의 국경을 회복하였으니, 이는 여호와, 곧 이스라엘의 하나님이 그의 종 아밋대의 아들 예언자 요나의 손으로 하신 말씀대로였더라. 그는 갓 헤벨 사람이었더라.— 열왕기하

### 패러디적 요소
요나서에 표현된 요나의 견해는 그 책이 쓰여질 당시 유대 사회 구성원들이 가지고 있던 견해를 패러디한 것이다. 이 풍자의 주된 대상은 모턴 스미스가 "분리주의자"라고 부른 파벌일 수 있는데, 이들은 하나님께서 자신에게 불순종하는 자들을 멸망시키실 것이며, 죄악된 도시들은 멸절될 것이고, 하나님의 자비는 아브라함 계약 밖에 있는 자들에게 미치지 않는다고 믿었다. 맥켄지와 그레이엄은 "요나는 어떤 면에서 이스라엘 신학자들 중 가장 '정통적'이다 – 신학적 요점을 만들기 위해서 말이다"라고 언급한다. 요나서 전체에서 요나의 발언은 공격성으로 특징지어지지만, 그의 이름은 역설적으로 "비둘기"를 의미하며, 고대 이스라엘인들은 이 새를 평화와 연관시켰다.
요나가 하나님의 명령을 거부하는 것은 다른 구약 성경에 묘사된 예언자들의 순종에 대한 패러디이다. 니네베 왕의 즉각적인 회개는 아합과 시드키야처럼 예언적 경고를 무시하는 다른 구약 성경의 통치자들을 패러디한다. 배에 탄 선원들과 니네베 사람들이 하나님을 경배하려는 준비된 자세는 요나 자신의 꺼려함과 역설적인 대조를 이루며, 요나가 니네베의 모든 사람들보다 자신에게 그늘을 제공하는 키카욘(식물)을 더 사랑하는 것도 그렇다.
요나서는 또한 문학적 부조리의 요소를 사용한다. 니네베 시의 크기를 믿기지 않을 정도로 과장하며 시의 행정관을 "왕"이라고 잘못 언급한다. 학자들에 따르면, 어떤 사람도 실제로 물고기 뱃속에서 사흘 동안 살아남을 수 없으며, 니네베 가축들이 주인과 함께 금식하는 묘사는 "우스꽝스럽다".
이러한 점들 중 일부는 앞서 언급된 도널드 와이즈먼의 강연에서 반박된다.
주인공이 거대한 물고기나 고래에게 삼켜지는 모티프는 이후의 풍자 문학의 고정된 관용구가 되었다. 유사한 사건들은 서기 2세기에 쓰여진 사모사타의 루키아노스의 진실한 이야기와 1785년 루돌프 에리히 라스페가 출판한 소설 바론 뮌하우젠의 놀라운 여행과 러시아 원정기에 기록되어 있다.

## 물고기

### 번역
비록 미술과 문화에서는 종종 요나의 물고기를 고래로 묘사하지만, 성경 본문에서는 특정 해양 생물 종을 지칭하지 않고 단순히 "큰 물고기"라고만 말한다. 일부 성서학자들은 백상아리의 크기와 습성이 요나의 경험 묘사에 더 잘 부합한다고 주장하지만, 일반적으로 성인 인간은 통째로 삼켜지기에는 너무 크다. 18세기 이후의 포경 발달로 인해 대부분의 고래 종, 심지어 모든 종이 인간을 삼킬 수 없다는 것이 분명해지면서, 요나의 성경 이야기의 진실성에 대한 많은 논란이 일어났다.
요나서 2장 1절 (영어 번역에서는 1장 17절)에서 히브리어 본문은 다그 가돌(dag gadol) (דג גדול) 또는 히브리어 마소라 본문에서는 dāḡ gāḏōl (דָּ֣ג גָּד֔וֹל)이라고 읽히는데, 이는 "큰 물고기"를 의미한다. 70인역은 이 구절을 그리스어로 kētei megalōi (κήτει μεγάλῳ), 즉 "거대한 물고기"로 번역한다. 그리스 신화에서 "물고기"를 뜻하는 같은 단어(케토스)는 영웅 페르세우스가 죽인 바다 괴물을 묘사하는 데 사용되며, 이 괴물은 안드로메다 공주를 거의 집어삼킬 뻔했다. 히에로니무스는 나중에 이 구절을 라틴어 불가타에서 piscis grandis로 번역했다. 그러나 그는 마태오의 복음서 12장 40절에서 koilia kétous를 ventre ceti로 번역했다. 이 두 번째 경우는 신약성경의 이 구절에서만 나타난다.
어느 시점에서 세투스는 "고래"의 동의어가 되었다 (고래 연구는 현재 고래학이라 불린다). 1534년 번역에서 윌리엄 틴들은 요나서 2장 1절의 구절을 "큰 물고기"로 번역했으며, 마태복음 12장 40절의 kétos (그리스어) 또는 cetus (라틴어) 단어는 "고래"로 번역했다. 틴들의 번역은 나중에 1611년 정식 번역에 포함되었다. 그 이후로 요나서 2장의 "큰 물고기"는 대부분 고래로 해석되었다. 영어 일부 번역에서는 마태복음 12장 40절에 "고래"라는 단어를 사용하지만, 다른 번역에서는 "바다 생물" 또는 "큰 물고기"를 사용한다.

### 과학적 추측
17세기와 18세기에는 자연주의자들이 요나 이야기를 역사적 기록으로 해석하며 요나를 삼킨 물고기의 정확한 종을 식별하려는 강박에 시달렸다. 19세기 중반, 옥스퍼드 대학교 히브리어 교수 에드워드 부베리 퓨시는 요나서가 요나 본인에 의해 쓰여졌다고 주장했으며 물고기 이야기는 역사적으로 사실이거나 그렇지 않으면 성경에 포함되지 않았을 것이라고 주장했다. 퓨시는 "요나가 물고기 속에서 보존된 기적을 다른 하나님의 기적적인 행위들보다 덜 믿을 만하다고 말하는 자들을 부끄럽게 하려"는 희망으로 물고기를 과학적으로 분류하려고 시도했다.
요나서의 물고기에 대한 논쟁은 1925년 클래런스 대로가 윌리엄 제닝스 브라이언을 반대 심문하는 동안 중요한 역할을 했다. 대로 변호사는 브라이언에게 "고래가 요나를 삼켰다는 것을 읽었을 때… 그것을 문자적으로 어떻게 해석하느냐?"고 물었다. 브라이언은 "고래를 만들고 사람을 만들고 둘 다 그가 기뻐하는 대로 행하게 할 수 있는 하나님"을 믿는다고 답했다. 브라이언은 결국 성경을 해석할 필요가 있음을 인정했으며, 일반적으로 "바보"처럼 보였다는 평을 받는다.
모든 고래 중 가장 큰 대왕고래는 수염고래로, 플랑크톤을 먹으며 "이 종은 청어를 삼키려 하면 질식할 것이라고 흔히 말한다." 모든 물고기 중 가장 큰 고래상어는 입이 크지만 목구멍은 폭이 4인치에 불과하며, 입 뒤에 날카로운 꺾임이 있어 사람의 팔조차 통과할 수 없다. 그러므로 요나는 고래상어에게 삼켜질 수 없었다.
그러나 향고래는 다른 문제로 보인다. 그들은 정기적으로 대왕오징어를 먹으므로 아마도 인간을 삼킬 수도 있을 것이다. 소처럼, 향고래는 네 개의 방으로 된 위를 가지고 있다. 첫 번째 방에는 위액이 없지만, 음식을 으깨는 근육질 벽이 있다. 반면에 향고래의 위 속에서는 공기가 없기 때문에 (대신 메탄이 있을 가능성이 높다) 숨을 쉴 수 없다. 2023년 다니엘 크라우스의 소설은 한 남자가 산소통을 가지고 향고래에게 삼켜진 후 살아남는다는 아이디어를 탐구한다.

## 문화적 영향
튀르키예어로 "요나의 물고기"(yunus balığı)는 돌고래를 뜻하는 용어이다. 선원들 사이에서 오랫동안 사용된 표현 중 "요나"는 배에 불운을 가져오고 배를 위험에 빠뜨리는 선원/승객을 의미한다. 나중에 이 의미는 "징크스를 가져오는 사람, 어떤 사업에도 불운을 가져올 사람"으로 확장되었다.
요나서는 짧음에도 불구하고 문학과 대중문화에서 여러 번 각색되었다. 허먼 멜빌의 모비딕 (1851)에서 매플 신부는 요나서에 대한 설교를 한다. 매플은 요나가 물고기 안에 있는 동안 하나님께 불순종한 것에 대해 왜 뉘우치지 않는지 묻는다. 그는 요나가 "자신의 끔찍한 벌이 정당하다"는 것을 훌륭하게 이해한다고 결론 내린다. 카를로 콜로디의 피노키오의 모험 (1883)은 주인공과 그의 아버지 제페토가 "끔찍한 상어"에게 삼켜지는 장면을 담고 있는데, 이는 요나 이야기를 암시한다. 월트 디즈니의 1940년 영화 각색판도 이 암시를 유지한다. 요나 이야기는 필 비셔와 마이크 나워키의 애니메이션 영화 극장판 야채극장 베지테일 (2002)로 각색되었다. 이 영화에서 요나 (아치볼드 아스파라거스 역)는 거대한 고래에게 삼켜진다.

## 전설과의 연결 제안

### 길가메시 서사시
조지프 캠벨은 요나 이야기가 길가메시 서사시에서 길가메시가 바다 밑에서 식물을 얻는 장면과 유사하다고 제안한다. 요나서에서는 벌레(히브리어로 tola'ath, "구더기")가 그늘을 제공하는 식물의 뿌리를 갉아먹어 시들게 한다. 반면에 길가메시 서사시에서는 길가메시가 발에 돌을 묶고 바다 바닥에서 식물을 뽑는다. 그가 해안으로 돌아오자 재생시키는 식물은 뱀에게 먹힌다.

### 이아손 (그리스 신화)
캠벨은 또한 요나 이야기와 그리스 신화의 이아손 이야기 사이에 몇 가지 유사점을 지적했다. 요나라는 이름의 그리스어 표기는 이오나스(Ἰωνᾶς)로, 이아손(Ἰάσων)과는 음의 순서만 다를 뿐이며, 두 오(o)는 모두 오메가로, 이아손이 요나와 혼동되었을 수 있음을 시사한다. 길다스 아멜은 요나서와 그리스 도자기와 로도스의 아폴로니오스, 가이우스 발레리우스 플라쿠스, 그리고 오르페우스 아르고나우티카의 기록 등 그리스-로마 자료를 바탕으로, 영웅의 이름, 비둘기의 존재, 바람처럼 "도망치다"는 생각과 폭풍을 일으키는 것, 선원들의 태도, 영웅을 위협하거나 삼키는 바다 괴물 또는 용의 존재, 그리고 "조롱박"(kikayon)에 사용된 형태와 단어 등 여러 공유된 모티프를 식별한다. 아멜은 히브리어 저자가 이러한 신화적 자료에 반응하고 각색하여 자신만의 완전히 다른 메시지를 전달했다고 본다.

## 같이 보기
- 이슬람의 예언자

## 더 읽어보기
- Driscoll, James F. (1910). 〈Jonas〉. 《가톨릭 백과사전》 8. 뉴욕: 로버트 애플턴 사.
- 프리드리히 유스투스 크네히트 (1910). 〈선지자 요나.〉. 《성경에 대한 실용 주석》. B. Herder.
- Lasine, Stuart. 2020. Jonah and the Human Condition: Life and Death in Yahweh’s World.New York: Bloomsbury/T & T Clark.

## 내용주
1. ↑  그리스어: Ἰωνᾶς Iōnâs; 아랍어: يونس Yūnus, Yūnis 또는 يونان Yūnān; 라틴어: Ionas

## 참고 자료
- Band, Arnold J. (2003). 《Studies in Modern Jewish Literature》. JPS Scholar of Distinction Series. Philadelphia, Pennsylvania: The Jewish Publication Society. ISBN 0-8276-0762-8.
- Ben Zvi, Ehud (2003). 《The Signs of Jonah: Reading and Rereading in Ancient Yehud》. Sheffield, England: Sheffield Academic Press. ISBN 0-8264-6268-5.
- Bredin, Mark (2006). 《Studies in the Book of Tobit: A Multiple Disciplinary Approach》. New York City, New York and London, England: T&T Clark. ISBN 0-567-08229-6.
- Bremmer, Jan M. (2014) [1987]. 《Interpretations of Greek Mythology》. New York City, New York and London, England: Routledge. ISBN 978-1-315-81300-4.
- Campbell, Joseph (1988). 《천의 얼굴을 가진 영웅》. Princeton, New Jersey: Princeton University Press. 90–95쪽. ISBN 0-586-08571-8.
- Chisholm, Robert B. Jr. (2009). 《Handbook on the Prophets》. Baker Publishing Group. unpaginated쪽. ISBN 978-1-58558-365-2.
- Costa, Nicholas (2013). 《Adam to Apophis: Asteroids, Millenarianism and Climate Change》. Lemona, Cyprus: D'Aleman Publishing. ISBN 978-9963-2917-0-0.
- Dalley, Stephanie (1989). 《Myths from Mesopotamia: Creation, the Flood, Gilgamesh, and Others》. Oxford, England: Oxford University Press. ISBN 0-19-283589-0.
- Doyle, Brian (2005).  Martínez, F. García; Vervenne, M., 편집. 《Interpreting Translation: Studies on the LXX and Ezekiel in Honour of Johan Lust》. Leuven, Belgium: Leuven University Press. ISBN 90-429-1689-3.
- Dunlap, Janine W.; Warren, Hillary (2013). 〈VeggieTales〉.   Woods, Robert H. 《Evangelical Christians and Popular Culture: Pop Goes the Gospel》. 1, Film, Radio, and the Internet. Santa Barbara, California: Praeger: An Imprint of ABC Clio. ISBN 978-0313386541.
- Ensor, Josie (2017년 2월 28일). “Previously Untouched 600 BC Palace Discovered Under Shrine Demolished by ISIL in Mosul”. 《The Telegraph》. 2024년 2월 6일에 확인함.
- Samuel, Sigal; Farhan, Sara; Lawandow, Atoor (2017년 7월 24일). “ISIS Destroyed Jonah's Tomb, but Not Its Message”. 《The Atlantic》. 2024년 2월 6일에 확인함.
- Ford, Dana; Tawfeeq, Mohammed (2014년 7월 25일). 《Extremists Destroy Jonah's Tomb, Officials Say》. CNN.com.
- Friedman, Saul S. (2006). 《A History of the Middle East》. Jefferson, North Carolina: MacFarland & Company, Inc., Publishers. ISBN 0-7864-2356-0.
- Gaines, Janet Howe (2003). 《Forgiveness in a Wounded World: Jonah's Dilemma》. Atlanta, Georgia: Society of Biblical Literature. ISBN 1-58983-077-6.
- Grabbe, Lester (2003). 〈Tobit〉.   Dunn, James D. G. 《Eerdmans Commentary on the Bible》. Eerdmans. ISBN 9780802837110.
- Graham, William Albert (1977). 《Divine Word and Prophetic Word in Early Islam: A Reconsideration of the Sources with Special Reference to the Ḥadîth Qudsî》. The Hague, The Netherlands: Mouton & Co. ISBN 90-279-7612-0.
- Green, Barbara (2005) [2005]. 《Jonah's Journeys》. Interfaces. Collegeville, Minnesota: Liturgical Press. ISBN 0-8146-5038-4.
- Green, Barbara (2011). 〈The Old Testament in Christian Spirituality〉.   Holder, Arthur. 《The Blackwell Companion to Christian Spirituality》. Chichester, England: Wiley-Blackwell. ISBN 978-1-4501-0247-6.
- Ingram, Virginia (2012). 〈Satire and Cognitive Dissonance in the Book of Jonah, In the Light of Ellen's Laws of Psychological Hermeneutics〉.   Ellens, J. Harold. 《Psychological Hermeneutics for Biblical Themes and Texts: A Festschrift in Honor of Wayne G. Rollins》. London: Bloomsbury Publishing. ISBN 978-0567566027.
- Isaacs, Ronald H. (2006). 《Questions Christians Ask the Rabbi》. Brooklyn, New York: KTAV Publishing House. ISBN 0-88125-924-1.
- Jenson, Philip Peter (2009). 《Obadiah, Jonah, Micah: A Theological Commentary》. The Library of Hebrew Bible/Old Testament Studies. Bloomsbury Publishing. 30쪽. ISBN 978-0-567-44289-5.
- Kripke, Saul A. (1980) [1972]. 《이름과 필연》. Cambridge, Massachusetts: Harvard University Press. ISBN 978-0674598461.
- Levine, Étan (2000). 《Heaven and Earth, Love and Law: Studies in Biblical Thought》. Berlin: Walter de Gruyter. ISBN 3-11-016952-5.
- Limburg, James (1993). 《Jonah: A Commentary》. Louisville, Kentucky: Westminster Knox Publishers. ISBN 0-664-21296-4.
- Marrone, Gaetana (2007). 《Encyclopedia of Italian Literary Studies: A-J》. New York City, New York and London, England: Routledge. ISBN 978-1-57958-390-3.
- McKenzie, Stepehn L.; Graham, Matt Patrick (1998). 《The Hebrew Bible Today: An Introduction to Critical Issues》. Louisville, Kentucky: Westminster Knox Press. ISBN 0-664-25652-X.
- Mirsky, Mark Jay (1990). 《Rabbinic Fantasies: Imaginative Narratives from Classical Hebrew Literature》. New Haven, Connecticut: Yale University Press. ISBN 0-300-07402-6.
- Person, Raymond (1996). 《In Conversation with Jonah: Conversation Analysis, Literary Criticism, and the Book of Jonah》. Sheffield, England: Sheffield Academic Press. ISBN 1-85075-619-8.
- Pinsky, Mark I. (2004). 《The Gospel According to Disney》. Louisville, London: Westminster John Knox Press. ISBN 0-664-22591-8.
- Romey, Kristin (2016년 4월 19일). “Exclusive Photos Show Destruction of Nineveh Gates by ISIS”. 《내셔널 지오그래픽》 (미국 내셔널 지오그래픽 협회). 2016년 4월 19일에 원본 문서에서 보존된 문서.
- Sanders, E. P. (1993). 《예수의 역사적 인물》. London, England, New York City, New York, Ringwood, Australia, Toronto, Ontario, and Auckland, New Zealand: Penguin Books. ISBN 0-14-014499-4.
- Sherwood, Yvonne (2000). 《A Biblical Text and Its Afterlives: The Survival of Jonah in Western Culture》. Cambridge, England: Cambridge University Press. ISBN 0-521-79561-3.
- Stein, Robert H. (1994). 《The Method and Message of Jesus' Teachings》. Louisville, Kentucky: Westminster John Knox Press. ISBN 0-664-25513-2.
- Vicchio, Stephen J. (2008). 《Biblical Figures in the Islamic Faith》. Eugene, Oregon: Wipf & Stock. ISBN 978-1-55635-304-8.
- Walton, John H.; Armerding, Carl E.; Walker, Larry L. (2017) [1985]. 《Jonah, Nahum, Habukkuk, Zephaniah》. The Expositor's Bible Commentary. Grand Rapids, Michigan: Zondervan. ISBN 978-0-310-53196-8.
- Wheeler, Brannon M. (2002). 《Prophets in the Quran: An Introduction to the Quran and Muslim Exegesis》. New York City, New York and London, England. ISBN 0-8264-4957-3.
- Ziolkowski, Jan M. (2007). 《Fairy Tales from Before Fairy Tales: The Medieval Latin Past of Wonderful Lies》. Ann Arbor, Michigan: University of Michigan Press. ISBN 978-0-472-03379-9.